# Спринг-Валли (Невада)
Спринг-Валли (англ. Spring Valley) — статистически обособленная местность (census-designated place) в округе Кларк (Невада, США). Расположен в 3 км на запад от Лас-Вегас-Стрип.
Площадь — 86.4 км². Население — 117 390 чел.

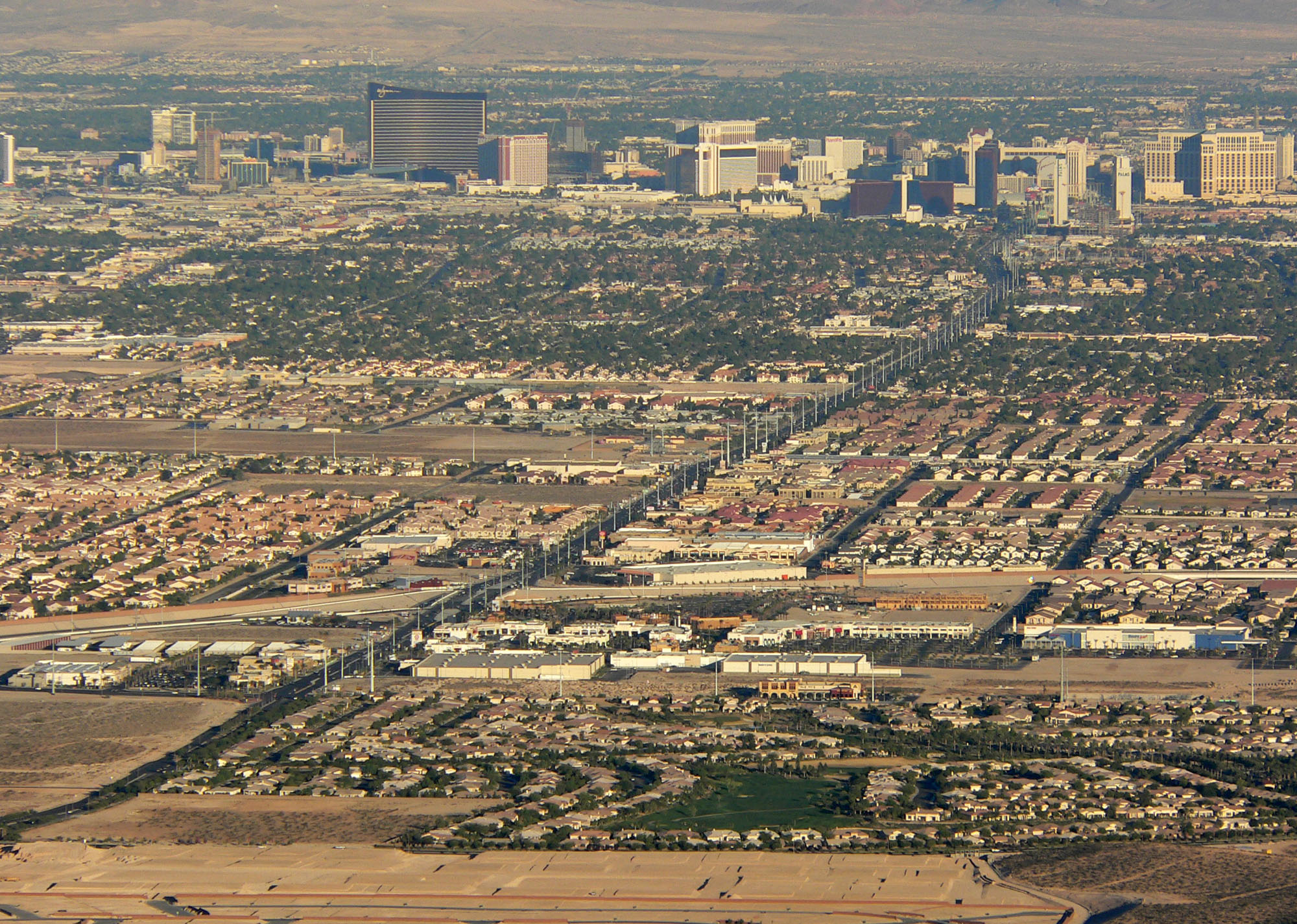
Вид с запада, в центре Фламинго-Роуд

## Население
- Расовый состав: европеоидная 72,6 %, негроидная 5,29 %, американоидная 0,6 %, монголоидная 11,21 %, австралоидная 0,48 %, прочие 5,14 %, две и больше рас 4,67 %.
- Возраст населения: 21,2 % менее 18 лет, 19,4 % 18—24 года, 33,7 % 25—44 лет, 25,0 % 45—64 лет и 10,7 % более 65 лет.

## Известные уроженцы
- Андре Агасси
- Штеффи Граф
- Курт и Кайл Буш, гонщики NASCAR